# Famille Angeli
Pour les articles homonymes, voir Angeli.
 (juillet 2024).

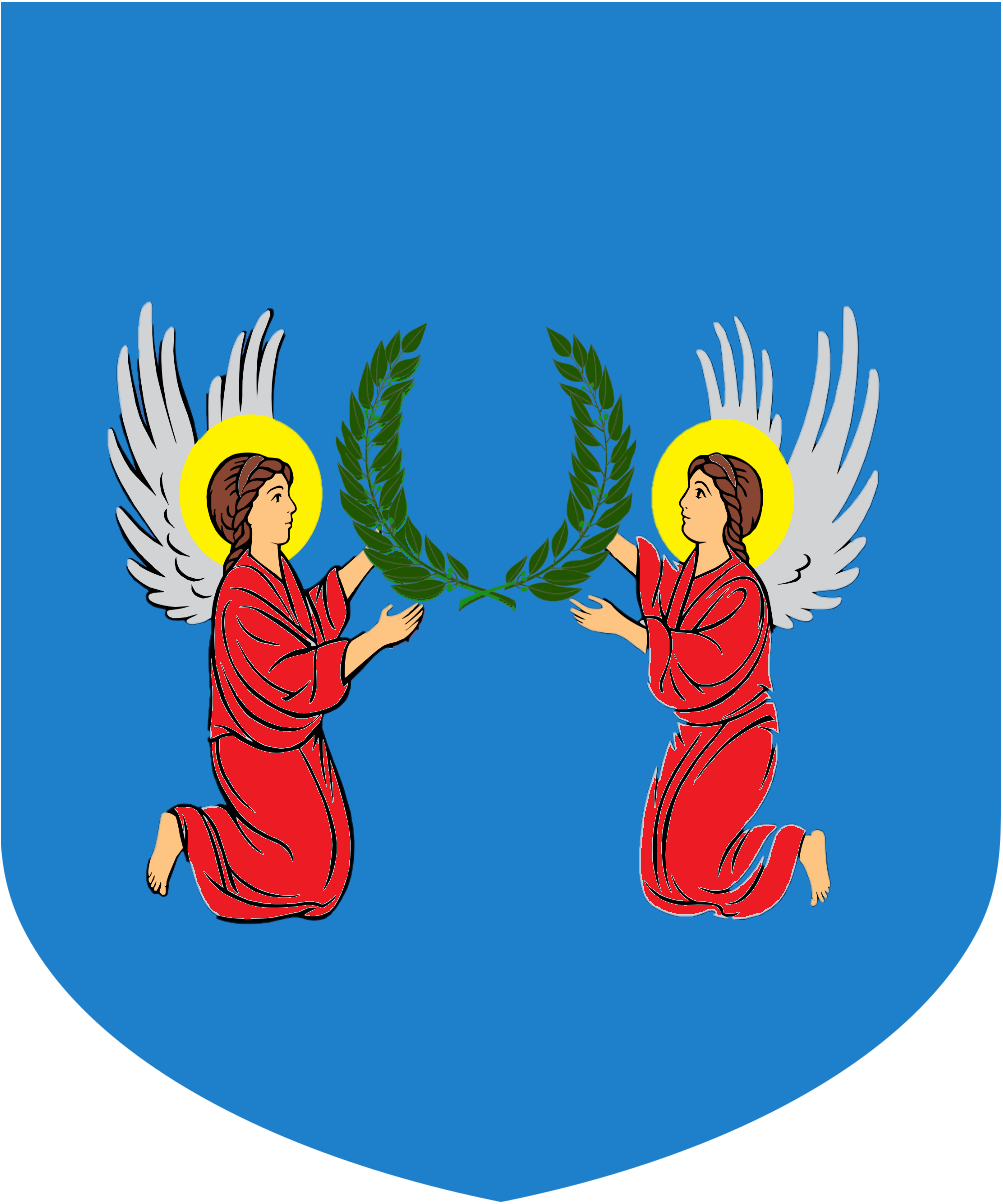
Armoiries de la famille Angeli (Venise).

La famille Angeli est une famille patricienne reçue au conseil noble de Conegliano (1685).

## Historique
Elle fut faite comte par des décrets de la république de Venise de 1662 et 1667, inscrite au Livre d'Or. Leur nobilité de Conegliano fut confirmée par souveraine résolution du 11 mars et 22 septembre 1820.
Les armes des Angeli sont d'azur à deux anges vêtus de gueules ailés d'argent affrontés tenant ensemble des deux mains une couronne de laurier au naturel.